# Astragalus hymenostegis
Astragalus hymenostegis es una especie de planta del género Astragalus, de la familia de las leguminosas, orden Fabales.

## Distribución
Astragalus hymenostegis se distribuye por Irán.

## Taxonomía
Fue descrita científicamente por Fisch. & Mey. Fue publicada en Bull. Soc. Imp. Naturalistes Moscou 26(2): 448 (1853).